# Pontifici consigli
I pontifici consigli erano dei particolari uffici della Curia romana sorti soprattutto a partire dal concilio Vaticano II e sono stati riconosciuti per la prima volta come "dicasteri" con la costituzione apostolica Pastor Bonus promulgata da papa Giovanni Paolo II il 28 giugno 1988.
Nell'ordine curiale, fino al 5 giugno 2022, i consigli seguivano gerarchicamente la segreteria di Stato, le congregazioni e i tribunali pontifici.
Sono presieduti da un vescovo "presidente": il presidente è assistito nel suo ufficio da un segretario (di regola, un vescovo titolare).

## Elenco dei pontifici consigli
Fino al 5 giugno 2022 il termine "pontificio consiglio" era utilizzato per:
- il Pontificio consiglio per la promozione dell'unità dei cristiani
- il Pontificio consiglio per i testi legislativi
- il Pontificio consiglio per il dialogo interreligioso
- il Pontificio consiglio della cultura
- il Pontificio consiglio per la promozione della nuova evangelizzazione

## Pontifici consigli soppressi
La costituzione apostolica Pastor Bonus del 1988 prevedeva pure un Pontificio consiglio per il dialogo con i non credenti, fondato nel 1965 da Paolo VI. Nel 1993 Giovanni Paolo II ha unito il Pontificio consiglio per il dialogo con i non credenti al Pontificio consiglio della cultura.
Nel 2016 papa Francesco ha soppresso il Pontificio consiglio delle comunicazioni sociali: le sue funzioni sono state assunte dalla Segreteria per la comunicazione. Il 1º settembre lo stesso pontefice ha soppresso i Pontificio consiglio per la famiglia e il Pontificio consiglio per i laici unendoli al Dicastero per i laici, la famiglia e la vita.
Il 1º gennaio 2017 lo stesso pontefice sopprime i pontifici consigli della giustizia e della pace, "Cor Unum", della pastorale per i migranti e gli itineranti e quello della pastorale per gli operatori sanitari, unendoli nel Dicastero per il servizio dello sviluppo umano integrale.
A partire dal 5 giugno 2022, con l'entrata in vigore della costituzione apostolica Praedicate evangelium il termine pontificio consiglio è stato sostituito dal termine "dicastero". 
Nella stessa data è stato soppresso il Pontificio consiglio per la promozione della nuova evangelizzazione e le sue competenze sono state assegnate al nuovo Dicastero per l'evangelizzazione. Similmente è stato soppresso anche il Pontificio consiglio della cultura e le sue competenze sono state assegnate al nuovo Dicastero per la cultura e l'educazione.